# Kongoussi
Kongoussi – miasto w Burkinie Faso, w prowincji Bam. Według danych szacunkowych na rok 2013 liczyło 32 580 mieszkańców.